# سنگروی سیاه
سنگروی سیاه (نام علمی: Empetrum nigrum) گونه‌ای گیاه گلدار از تیره خلنگیان است که در نیمکره شمالی در نزدیک ناحیه سیرکیومبورال توزیع شده است. این گیاه بومی جزایر فالکلند هم است.